# غبغبی
غَبغَبی یا سیامانگ (به انگلیسی: Siamang) با نام (Symphalangus syndactylus) یک گونه میمون درازدست بیدم، درخت‌زی و سیاه‌رنگ است که در جنگل‌های مالزی، تایلند و سوماترا می‌زید. در میان میمون‌های درازدست، غبغبی بزرگترین است و می‌تواند تا دو برابر اندازهٔ دیگر انواع میمون درازدست، تا ۱ متر قد و ۱۴ کیلوگرم وزن برسد. سیامانگ تنها گونه در سردهٔ چسبیده‌انگشت‌ها است.
غبغبی از دو جهت ویژه است. نخست آنکه دو انگشت هر دستش به هم جوش خورده‌است. از این‌رو نام علمی آن syndactylus که به معنی چسبیده‌انگشت است. دومین وجه مشخصهٔ این گونه یک «کیسه گلو» یا غبغب بزرگ است که در هر دو نوع نر و ماده وجود دارد. این کیسه در گلو می‌تواند تا دو برابر اندازهٔ سر غبغبی بزرگ شده و به او اجازهٔ فراخواندن با استفاده از اصوات بلند و طنین‌انداز بدهد.
غبغبی تا +۳۰ سال در اسارت زندگی می‌کند.
درحالی‌که تجارت غیر قانونی آنها به عنوان حیوان خانگی جمعیت وحشی را تحت تاثیر قرار می‌دهد، خطر اصلی برای غبغبی از بین رفتن محیط زیست او در مالزی و سوماترا است. تولید روغن نخل بخش‌های بزرگی از جنگل‌ها را خالی می‌کند. از بین رفتن این زیستگاه، حیات سیامانگ و برخی دیگر گونه‌ها چون ببر سوماترا را در معرض خطر قرار داده‌است.

## خطرهای پیش رو
- از بین رفتن زیستگاه
- شکار غیرقانونی